# Stevens-Duryea
Stevens-Duryea var en amerikansk biltillverkare som byggde bilar i Chicopee, Massachusetts mellan 1901 och 1927. 

## Bildgalleri

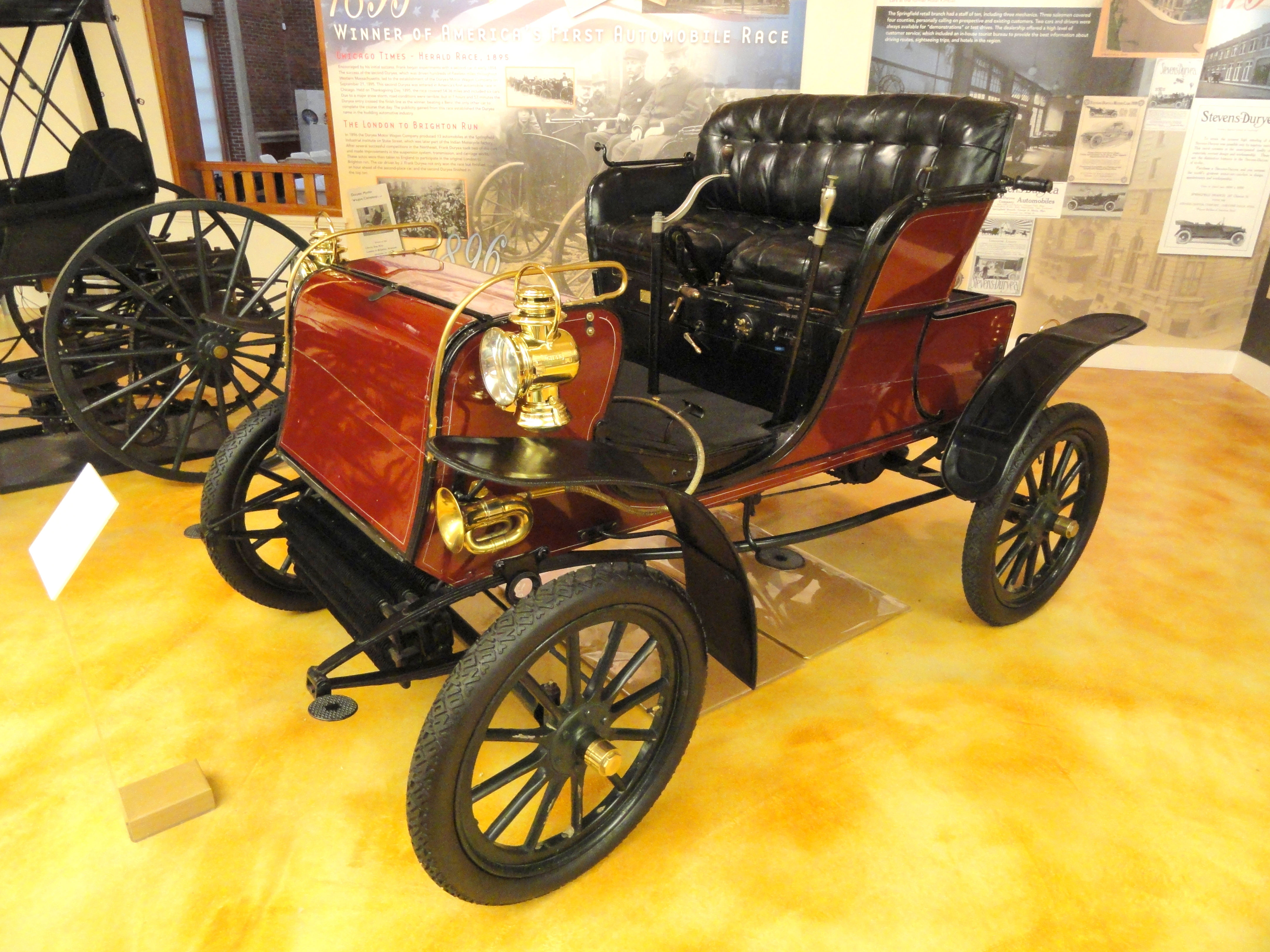
Stevens-Duryea Model L 1903.
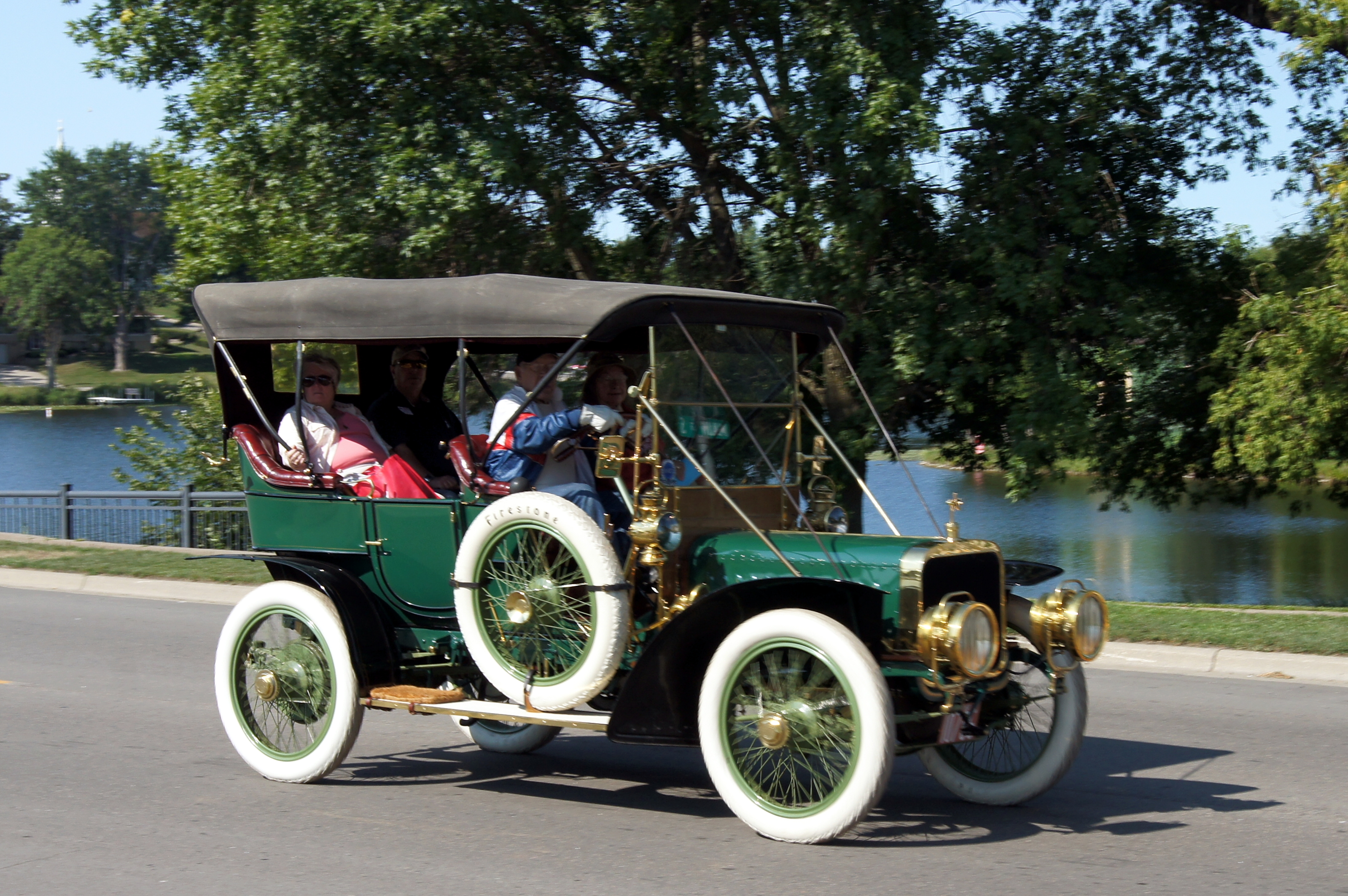
Stevens-Duryea Model L 1907.
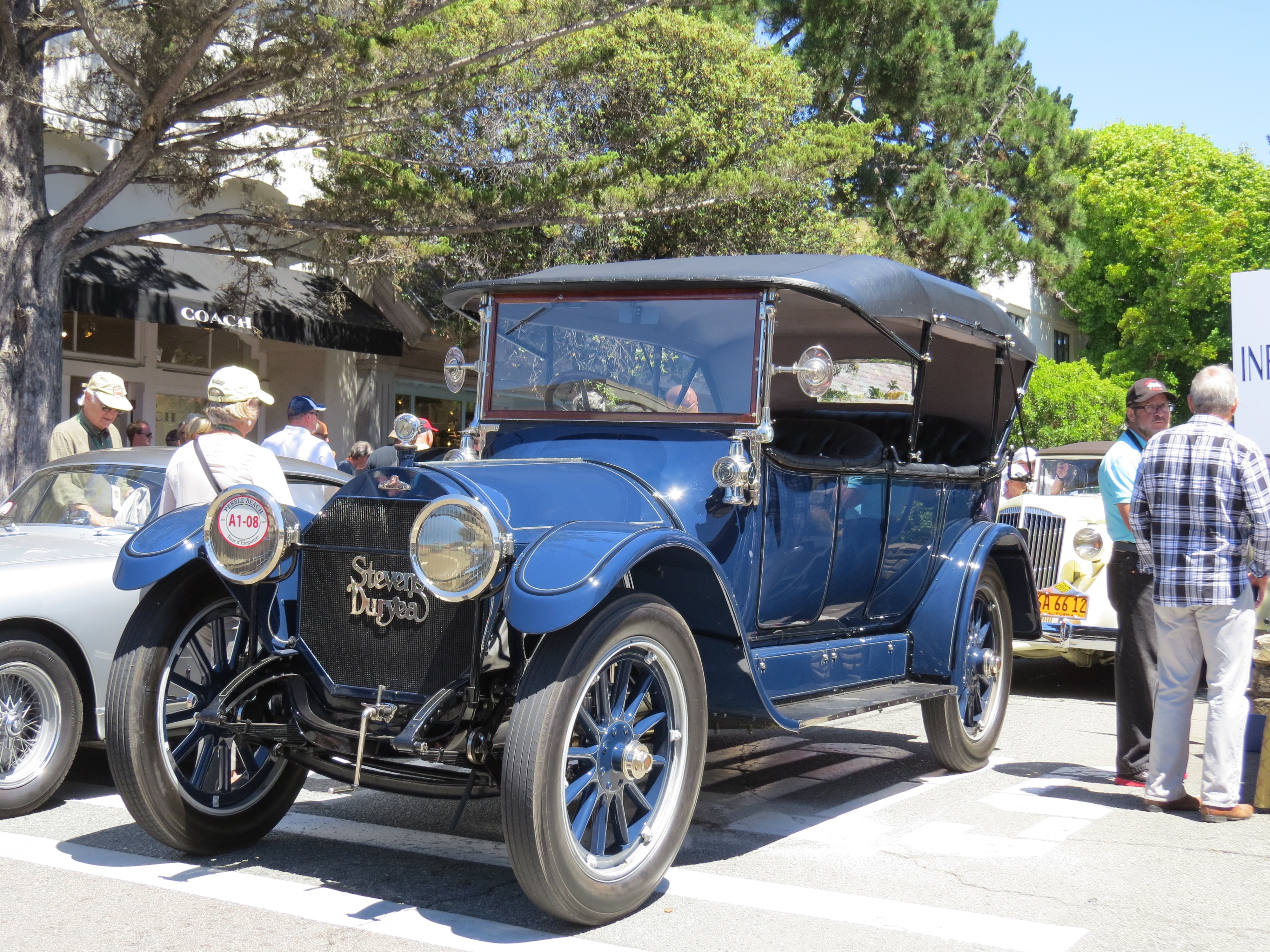
Stevens-Duryea Model C 1913.